# Кэрри Энн Баад
Кэрри Энн Баад (англ. Carrie Ann Baade; род. 1974) — американская художница, известная своими сюрреалистичными образными картинами, нетрадиционно интерпретирующими религиозные и мифологические темы. Она объясняет, что её «интересует причудливый и идеализированный мир разума, как мысль в буквальном и метафорическом смысле покидает голову, однажды появившись».
Острые и интеллектуальные картины Кэрри Энн Баад быстро получают признание в Соединенных Штатах и за границей.